# Хліб мертвих

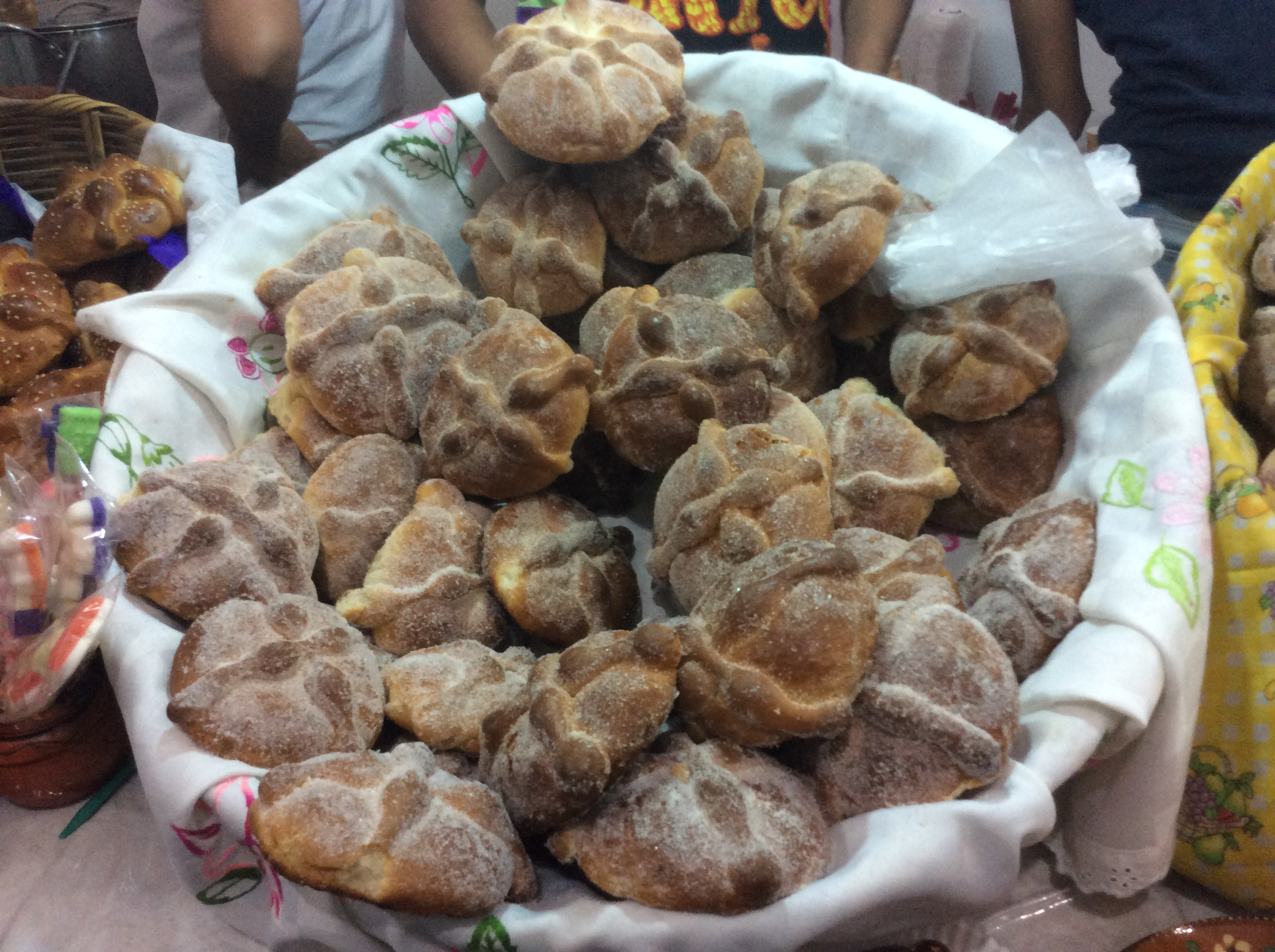
Кошик пан де муерто

Хліб мертвих, який також називають хліб всіх померлих в Мексиці — це тип хлібобулочного виробу, що традиційно випікається в Мексиці протягом тижнів до початку Дня мертвих, який відзначається з 31 жовтня по 2 листопада. 

## Дивись також
- Мертві пироги

- Грішник

- Млинець
- Список булочок